# Бонац, Пауль
Па́уль Бо́нац (нем. Paul Bonatz; 6 декабря 1877, Солонь, Франция — 20 декабря 1956, Штутгарт, ФРГ) — немецкий архитектор штутгартской школы. Профессор технического университета в Штутгарте во время Второй мировой войны и с 1954 года вплоть до смерти. Работал во многих стилях, но чаще в упрощённом неороманском стиле, проектировал важные общественные здания как в Веймарской республике, так и во времена Третьего рейха, в том числе крупные мосты для новых автобанов. В 1943 году он проектировал несколько зданий в Турции, вернулся в Штутгарт в 1954 году.

## Биография
Пауль Бонац родился в Сольне (Солыне), Эльзас-Лотарингия, в то время территория Германской империи. В 1900 году закончил изучение архитектуры в Мюнхенском техническом университете. Учился у Теодора Фишера. Как и Фишер, он не вступил в нацистскую партию и даже некоторое время состоял в СДПГ.
Построив несколько крупных зданий во времена Веймарской республики, в частности, Штутгартский главный вокзал (1913—1927), после прихода нацистов к власти Пауль Бонац стал экспертом по архитектуре и советником Фрица Тодта, генерального инспектора по строительству дорог в Германии, и на этой должности построил крупные мосты для новой системы рейхсавтобанов, а также вместе с Германом Гислером работал над проектом нового здания главного вокзала Мюнхена.
Тем не менее нацисты считали Пауля Бонаца политически неблагонадёжным. Бонац отрицательно охарактеризовал реконструкцию площади Кёнигсплац в Мюнхене, проведённую 1933—1936 годах нацистским архитектором Паулем Троостом, и назвал это политической ошибкой. В феврале 1935 года он выступил с речью, в которой яростно критиковал архитектуру, которая сделала «акт представления самоцелью», а не форму, совпадающую с функцией; он также назвал новую рейхсканцелярию Альберта Шпеера «явно неадекватной». Из-за своих высказываний Бонац дважды попадал под следствие полиции, обвинявшей его в пособничестве евреям и открытой критике Гитлера.
Пауль Бонац выиграл конкурс на строительство гигантского стеклянного купола для здания главного вокзала в Мюнхене, но вскоре разочаровался в требованиях Гитлера к куполу и стал критиковать весь проект. Это заставило его в 1943 году покинуть Германию и перебраться в Турцию. С 1946 по 1954 год он трудился преподавателем Стамбульского технического университета и руководил реконструкцией университетского кампуса Ташкышла. Находясь в Турции, он построил множество зданий в Анкаре, включая жилой район с более чем 400 квартирами, и спланировал перестройку выставочного зала в Анкарский оперный театр.
В 1954 году Пауль Бонац вернулся в Германию, чтобы принять участие в реконструкции городов Штутгарта и Дюссельдорфа. С 1954 года и до своей смерти в 1956 году он был профессором Штутгартского университета.
В 1902 году Пауль Бонац женился на Элен Фрёлих (1879—1965). Их дочь Сюзанна, родившаяся в 1906 году, вышла замуж за архитектора Курта Дюбберса. Младший брат Пауля, Карл Бонац, также был архитектором, сменив Ганса Шаруна в работе по планированию Западного Берлина.

## Архитектурная концепция
Пауль Бонац свято верил в то, что архитектурная форма должна выражать исключительно функцию сооружения, но выступал против модернистской традиции, представленной «новым строительством» (Neues Bauen) и школой Баухаус, которую он считал поверхностной, модной и пренебрегающей национальными традициями. Пауль Бонац был основателем и главным представителем штутгартской школы, представители которой искали новаторские архитектурные решения, но основанные на национальных и историко-культурных традициях.
Пауль Бонац работал в разных архитектурных стилях в зависимости от конкретных задач проектирования. Чаще следовал упрощённому неороманскому стилю, основанному на кирпичной или каменной кладке, как в Штутгартском главном вокзале (1913—1927), Базельском художественном музее 1936 года, виадуках в Дракенштейнер-Ханг. Здание вокзала в Штутгарте впоследствии рассматривали как опыт трансформации эстетики историзма: само здание было современным, а «исторический декор» представлял собой отдельные стилевые цитаты.
Подобно постройкам Теодора Фишера, Генриха Тессенова и Германа Бестельмейера, творчество Бонаца импонировало нацистам, поскольку многие из его работ имели видимую связь с традиционными стилями. Пауль Шульце-Наумбург, признанный лидер движения хайматкунст («родное искусство»), выразил одобрение зданию вокзала в Штутгарте как «современному техническому зданию в лучшем смысле этого слова». 25 ноября 2009 года комплекс вокзала был номинирован ЮНЕСКО на включение в список Всемирного культурного наследия.
Помимо относительно традиционных построек Пауль Бонац возвёл ультрасовременный подвесной автомобильный мост через Рейн в Роденкирхене (1939—1941), проектировал ряд плотин и фабрик в дополнение к мостам и дорогам, а в Корнвестхайме соединил железобетонную водонапорную башню с офисами на нижнем этаже и с ратушей с шатровой крышей.
Бонац также проектировал здание библиотеки Тюбингенского университета (построено в 1910—1912 годах) и принимал участие в завершающих этапах архитектурного проектирования здания биологического факультета Софийского университета в Болгарии.

## Постройки
- Университетская библиотека. Тюбинген. 1910–1912
- «Купольный зал». Ганновер. 1911–1914
- Главный вокзал Штутгарта. 1913–1927
- Офисное здание Stummhaus. Дюссельдорф. 1922–1925
- Коммерческое и жилое здание Haus Goldschmidt. Кёльн. 1927–1928
- Объединённая Ратуша и водонапорная башня. Корнвестхайм. 1935
- Оперный театр. Анкара, Турция. 1947–1948
- Дом искусств. Штутгарт. 1956–1961

## Почести
- 1942. Медаль Гёте за искусство и науку.
- 1952. Орден «За заслуги в области искусств и наук».
- 1958—1959. Город Штутгарт учредил премию Пауля Бонаца за заслуги в области архитектуры.